# Amphelictus potiaiuba
Espèce
Amphelictus potiaiuba est une espèce de coléoptères de la famille des Cerambycidae.